# Route nationale 138bis
La route nationale 138BIS, ou RN 138BIS, était une route nationale française  reliant Le Mans à Mortagne-au-Perche. Elle a été créée par ordonnance royale du 6 décembre 1827. À la suite de la réforme de 1972, elle a été déclassée en RD 301 dans la Sarthe et en RD 938 dans l'Orne.

## Ancien tracé du Mans à Mortagne-au-Perche (D 301 et D 938)
- Le Mans 48° 00′ 30″ N, 0° 11′ 59″ E
- Savigné-l'Évêque 48° 04′ 37″ N, 0° 17′ 55″ E
- Bonnétable 48° 10′ 47″ N, 0° 25′ 35″ E
- Rouperroux-le-Coquet 48° 13′ 30″ N, 0° 25′ 43″ E
- Saint-Cosme-en-Vairais 48° 16′ 24″ N, 0° 27′ 20″ E
- Igé 48° 19′ 31″ N, 0° 31′ 15″ E
- Bellême 48° 22′ 36″ N, 0° 33′ 42″ E
- Le Pin-la-Garenne 48° 26′ 28″ N, 0° 32′ 50″ E
- Mortagne-au-Perche 48° 31′ 18″ N, 0° 32′ 49″ E